# Felicia Day
Kathryn Felicia Day (født 28. juni 1979 i Huntsville, Alabama) er en amerikansk skuespillerinde, som blandt andet har medvirket i Buffy - Vampyrernes Skræk.
Hun har primært medvirket i en række tv-film og tv-serier, herunder den prisbelønnede The Guild, hvor Felicia Day spiller den kvindelige hovedperson Codex. Felicia Day har selv skrevet og produceret tv-serien, der er løst baseret på Days eget liv, som ivrig spiller af computerspil m.v. Serien, der påbegyndte sin femte sæson i 2011, distribueres ikke gennem de traditionelle tv-selskaber, men via internettet, og har bl.a. modtaget flere Streamy Awards, blandt andet for "Best Comedy Web Series". Felicia Day modtog en Streamy Award i 2009 og i 2010 for "Best Female Actor in a Comedy Web Series" for sin rolle i serien.
Felicia Day har bachelorgrader fra University of Texas i violinspil og i matematik.

## Udvalgte tv- og internetserier
| År      | Titel                          | Rolle             | Note(r)                    |
| ------- | ------------------------------ | ----------------- | -------------------------- |
| 2003    | Buffy - Vampyrernes Skræk      | Vi                |                            |
| 2007-13 | The Guild                      | Cyd Sherman/Codex | også forfatter og producer |
| 2008    | House                          | Apple             | 1 afsnit                   |
| 2008    | Dr. Horrible's Sing-Along Blog | Penny             |                            |
| 2009    | Dollhouse                      | Mag               | 2 afsnit                   |
| 2011    | Dragon Age: Redemption         | Tallis            | også forfatter og producer |
| 2012-   | Supernatural                   | Charlie Bradbury  |                            |
| 2018    | The Magicians                  | Poppy             |                            |

## Udvalgte spil
| År   | Titel                               | Rolle               | Note(r) |
| ---- | ----------------------------------- | ------------------- | ------- |
| 2010 | Fallout: New Vegas                  | Veronica Santangelo |         |
| 2011 | Dragon Age II: Mark of the Assassin | Tallis              |         |
| 2012 | Guild Wars 2                        | Zojja               | [ 3 ]   |